# Michaił Awdiukow
Michaił Grigorjewicz Awdiukow (ros. Михаил Григорьевич Авдюков; ur. 1923, zm. 1975) – radziecki naukowiec, prawnik, doktor prawa (1970).
W 1950 ukończył Wydział Prawa Moskiewskiego Uniwersytetu Państwowego im. M.W. Łomonosowa, wykładał tam w latach 1953–1975, profesor. Zajmował się zasadami radzieckiej procedury cywilnej, napisał m.in.: „Moc prawna orzeczenia sądowego w radzieckiej procedurze cywilnej” (1956), „Ochrona praw pracowniczych obywateli w sądzie” (1963), „Zasada legalności w postępowaniu cywilnym” (1970) .